# Kukačka škrabošková
Kukačka škrabošková (Centropus melanops) je druh kukačky, která se endemitně vyskytuje na Filipínách.

## Systematika
Druh formálně popsal francouzský přírodovědec René-Primevère Lesson v roce 1830. Jedná se o monotypický taxon, tzn. netvoří žádné poddruhy. Na základě molekulárních dat byl za sesterskou skupinu kukačky škraboškové identifikován klad tvořený kukačkou mindorskou (Centropus steerii) a kukačkou krátkoprstou (Centropus rectunguis).

## Výskyt
Kukačka škrabošková se vyskytuje pouze na jihu a jihovýchodě Filipín, zejména na ostrovech Basilan, Mindanao, Nipa, Dinagat, Sirgao, Bohol, Leyte a Samar. V minulosti byla přítomná i na ostrově Mindanao, avšak tamější les byl již takřka zcela vykácen. Je to stálý druh.
Jedná se o lesní druh kukačky, která obývá lesnatou krajinu a lesní okraje do nadmořské výšky 1200 m. Vedle původních pralesů se může vyskytovat i v sekundárním lese. V oblibě má hlavně střední a vyšší lesní patro s hustou změtí popínavých rostlin.

## Popis

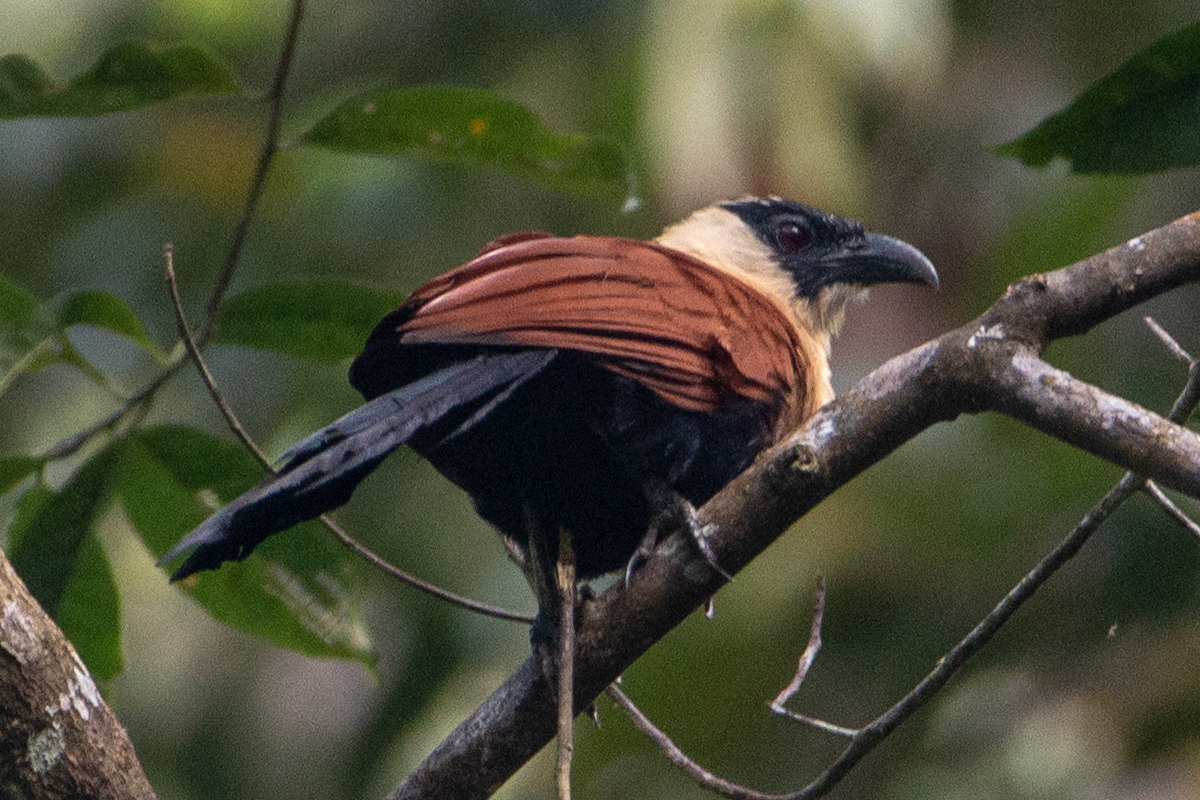
Kukačka škrabošková

Tato středně velká kukačka dosahuje délky těla 42–48 cm. Samec váží kolem 210 g, samice 240 g. Samec i samice jsou velmi podobní. Zobák je černý, velmi statný a mírně zahnutý směrem dolů. Duhovky jsou červené. Široký ocas je kolem 24 cm dlouhý. Nohy jsou černé, zadní dráp dosahuje délky 15–18 mm. Horní část těla od čela po šíji je sytě žlutá a výrazně tak kontrastuje s černou maskou, která začíná za očima a pokračuje přes tváře k zobáku a po strany brady. Křídla jsou shora kaštanová, konečky ručních letek jsou hnědé. Spodní část křídel je černá. Hřbet, kostřec a horní ocasní krovky jsou černé a modrozeleným odleskem.

## Biologie
O hnízdění je známo jen minimum informací. Vejce jsou bílá, jeden z konců vejce je mírně zašpičatělý. Doba hnízdění spadá nejméně na květen a červen. Hlasově se projevuje hlasitým uóóp uóóp uóóp nebo klesajícím bóp bóp bóp bóp.

## Ohrožení
Mezinárodní svaz ochrany přírody (IUCN) hodnotí kukačku škraboškovou jako málo dotčený druh. Velikost populace sice nebyla kvantifikována, avšak vzhledem k pokračujícímu úbytku přirozených stanovišť se u ní předpokládá sestupný trend.